# 鲁福德蕨属
鲁福德蕨属（学名：Ruffordia）为莎草蕨目的一个属。

## 下属物种
本属包括以下物种：
- 葛伯特鲁福德蕨 Ruffordia goepperti (Dunker, 1844)